# These Walls
These Walls è un singolo della cantante britannico-albanese Dua Lipa, pubblicato l'8 novembre 2024 come quarto singolo estratto dal terzo album in studio Radical Optimism.
Il singolo è stato pubblicato in una versione alternativa, in cui è presente anche la voce del cantante belga Pierre de Maere.

## Tracce
Testi e musiche di Dua Lipa, Andrew Wyatt, Danny L Harle, Billy Walsh, Caroline Ailin.
1. These Walls (feat. Pierre de Maere) – 3:37

## Classifiche
| Classifica (2024-25) | Posizione massima |
| -------------------- | ----------------- |
| Belgio (Fiandre)     | 6                 |
| Belgio (Vallonia)    | 8                 |
| Canada               | 65                |
| Francia              | 60                |
| Irlanda              | 44                |
| Lituania             | 91                |
| Norvegia             | 39                |
| Portogallo           | 74                |
| Regno Unito          | 40                |
| Svezia               | 54                |